# Paramigas perroti
Paramigas perroti är en spindelart som först beskrevs av Simon 1891.  Paramigas perroti ingår i släktet Paramigas och familjen Migidae.
Artens utbredningsområde är Madagaskar. Inga underarter finns listade i Catalogue of Life.